# Даннеброг (Небраска)
Даннеброг (англ. Dannebrog) — селище (англ. village) в США, в окрузі Говард штату Небраска. Населення — 273 особи (2020).

## Географія
Даннеброг розташований за координатами 41°7′7″ пн. ш. 98°32′45″ зх. д. / 41.11861° пн. ш. 98.54583° зх. д. (41.118605, -98.545735).  За даними Бюро перепису населення США в 2010 році селище мало площу 0,94 км², уся площа — суходіл.

## Демографія
Згідно з переписом 2010 року, у селищі мешкали 303 особи в 129 домогосподарствах у складі 77 родин. Густота населення становила 321 особа/км².  Було 156 помешкань (165/км²).
Расовий склад населення:
| - 91,7 % — білих - 1,7 % — корінних американців - 1,7 % — азіатів - 0,7 % — вихідців з тихоокеанських островів |

До двох чи більше рас належало 3,6 %. Частка іспаномовних становила 5,0 % від усіх жителів.
За віковим діапазоном населення розподілялося таким чином: 28,1 % — особи молодші 18 років, 57,0 % — особи у віці 18—64 років, 14,9 % — особи у віці 65 років та старші. Медіана віку мешканця становила 42,5 року. На 100 осіб жіночої статі у селищі припадало 110,4 чоловіків;  на 100 жінок у віці від 18 років та старших — 101,9 чоловіків також старших 18 років.
Середній дохід на одне домашнє господарство  становив 43 621 долар США (медіана — 40 000), а середній дохід на одну сім'ю — 53 179 доларів (медіана — 50 833). Медіана доходів становила 30 703 долари для чоловіків та 28 750 доларів для жінок. За межею бідності перебувало 13,8 % осіб, у тому числі 20,9 % дітей у віці до 18 років та 4,5 % осіб у віці 65 років та старших.
Цивільне працевлаштоване населення становило 176 осіб. Основні галузі зайнятості: виробництво — 22,7 %, освіта, охорона здоров'я та соціальна допомога — 18,2 %, мистецтво, розваги та відпочинок — 11,4 %, будівництво — 9,7 %.